# Rhopalomyia frigida
Rhopalomyia frigida är en tvåvingeart som beskrevs av Fedotova 1999. Rhopalomyia frigida ingår i släktet Rhopalomyia och familjen gallmyggor. Inga underarter finns listade i Catalogue of Life.